# Michael Karel z Althannu (voják)
Michael Karel z Althannu (německy Michael Karl von Althann; 1741 – 6. března 1805) byl rakouský šlechtic a voják císařské armády z rodu Althannů, majitel pozemků v jižní části Kladského hrabství.

## Život
Michael Karel se narodil roku 1741 jako první syn Michaela Václava Rudolfa z Althannu a jeho manželky Marie Anny z Lichtervelde (1708–1794). 
V mládí, stejně jako jeho otec a děd, sloužil v císařské armádě. Po smrti svého bratrance Michaela Otty v roce 1797, který nezanechal mužského dědice, převzal Michael Karel panství rodu Althannů v Kladsku, které sestávalo z majorátu v Mizilesí, statků v Roztokách a Vilkanově.
Michael Karel se nikdy neoženil a nezanechal žádné potomky. Podle jeho závěti přešel veškerý jeho majetek na jeho mladšího bratra Michaela Václava (1743–1810), který byl od roku 1775 ženatý s bádenskou princeznou Alžbětou Augustou (1726-1789).